# Mitsubishi Space Wagon
La Mitsubishi Space Wagon (denominata in Giappone Chariot ed importata in altri mercati col nome di Nimbus e Expo) è una monovolume medio-grande prodotta dalla casa automobilistica giapponese Mitsubishi Motors dal 1983 al 2003.

## Le serie

### Serie UA, UB, UC
La prima generazione della Space Wagon fu introdotta nel 1983 sulla base del prototipo SSW presentato al Tokyo Motor Show del 1979.
Come prima monovolume prodotta in Giappone, assunse la denominazione Chariot (in riferimento ai carri di battaglia utilizzati dai greci e dai romani) per il mercato interno, mentre nei canali di vendita internazionale fu venduta con i nomi di Space Wagon, Dodge/Plymouth Colt Vista o Nimbus. La prima versione, denominata UA, era equipaggiata con tre tipi di motorizzazioni a quattro cilindri monoalbero (1755 cm³, 1997 cm³ a benzina e 1795 cm³ diesel sovralimentato), abbinabili a un cambio manuale a cinque marce o a uno automatico a tre rapporti. La trazione era anteriore, o integrale.
Vincitrice del riconoscimento 1984 Wheels Car of the Year, la Space Wagon subì nel corso degli anni alcune modifiche nelle motorizzazioni, avvenute nel dicembre 1985 (quando fu introdotta la versione UB in seguito ad un abbassamento delle potenza delle motorizzazioni per adattarle alle normative antinquinamento) e nel settembre 1987 (anno in cui fu presentata la versione UC, equipaggiata di un nuovo motore di 2000 cc).

#### Galleria d'immagini

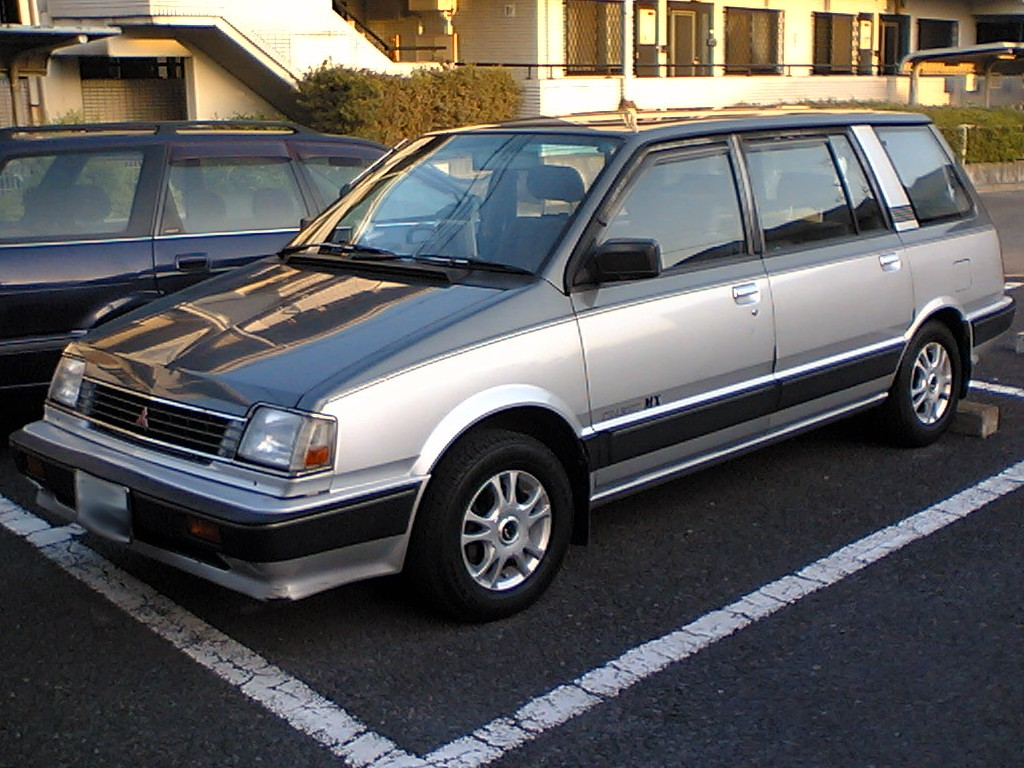
Mitsubishi Chariot (versione giapponese)
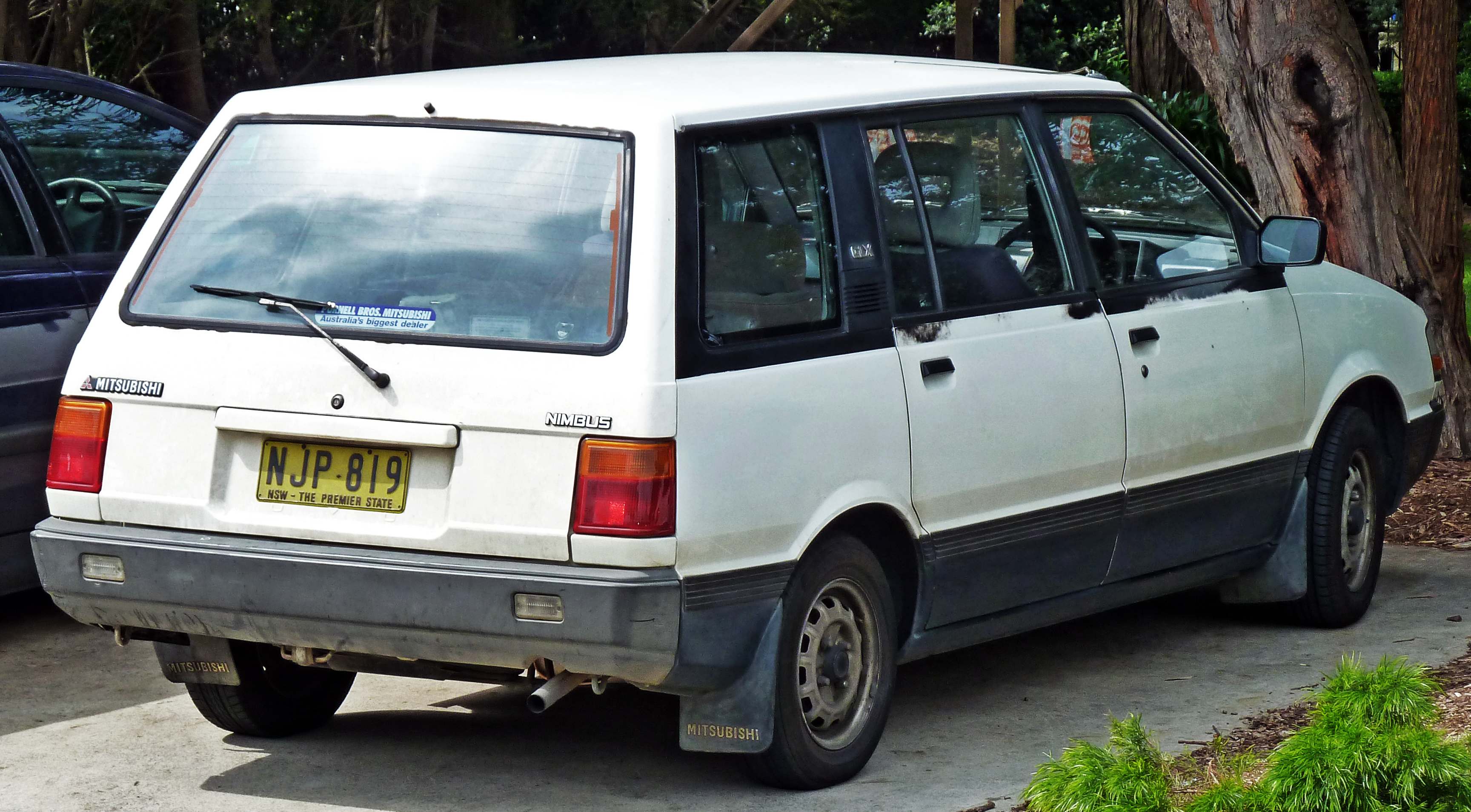
Mitsubishi Nimbus (versione australiana)
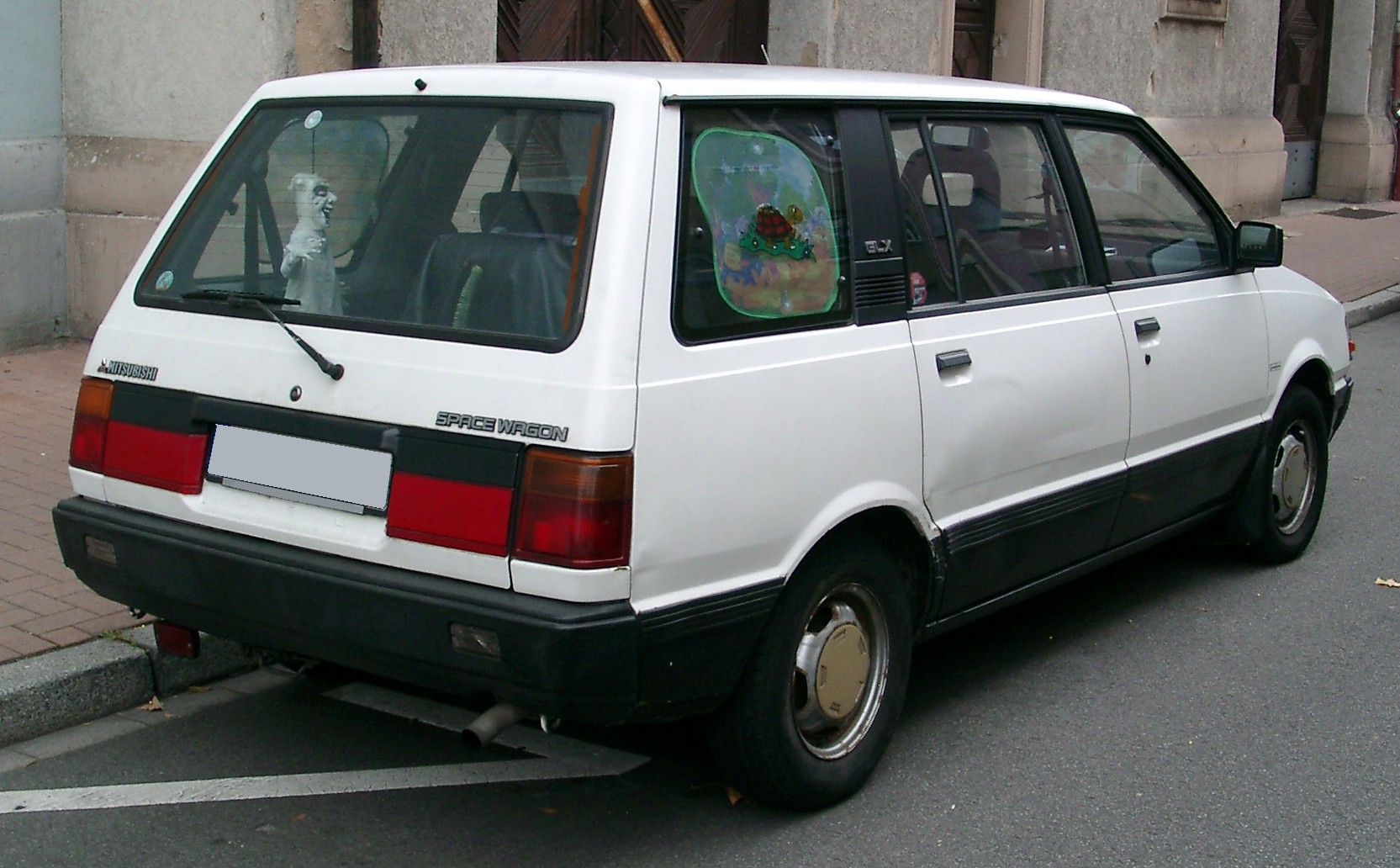
Mitsubishi Space Wagon (versione europea)
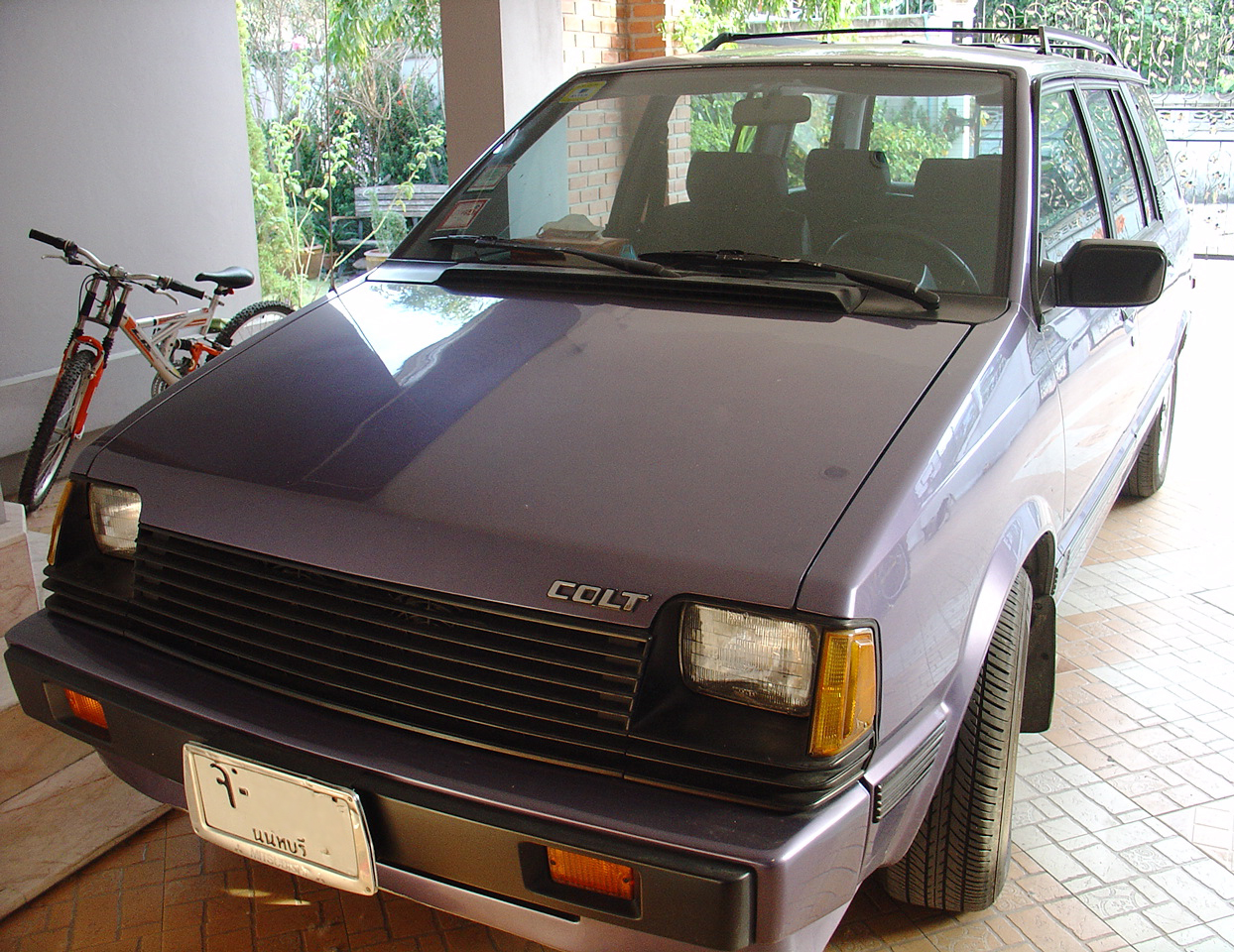
Dodge/Plymouth Colt Vista (versione americana)

### Serie UF
La seconda serie debuttò nel 1991 subendo un profondo e significativo restyling. Rimase in produzione fino al 1997, anno in cui verrà sostituita dalla terza serie.
Dal 1996 al 2002 fu sottoposta a badge engineering e commercializzata da Hyundai con la denominazione Santamo.

#### Galleria d'immagini

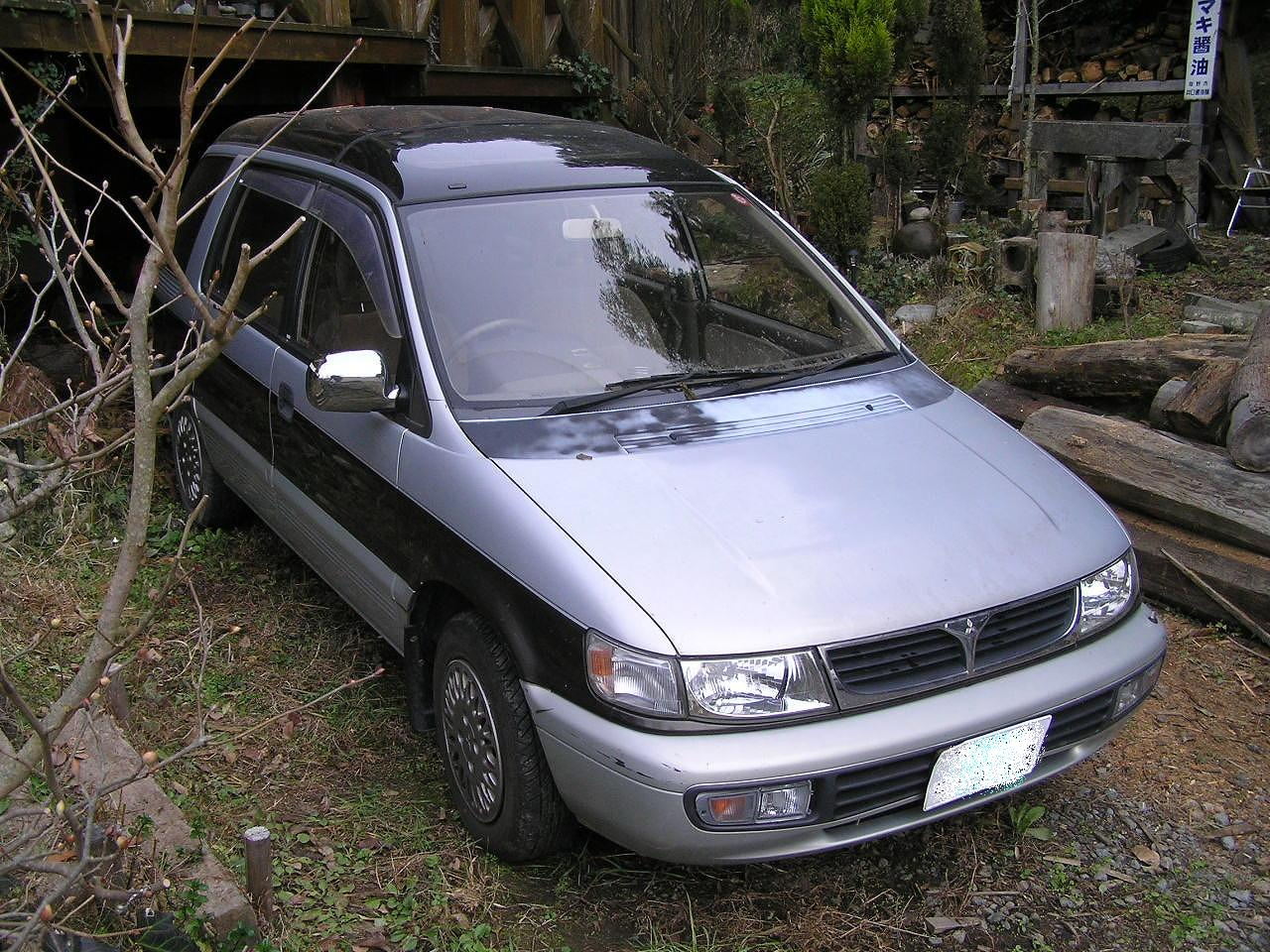
Mitsubishi Chariot (versione giapponese)
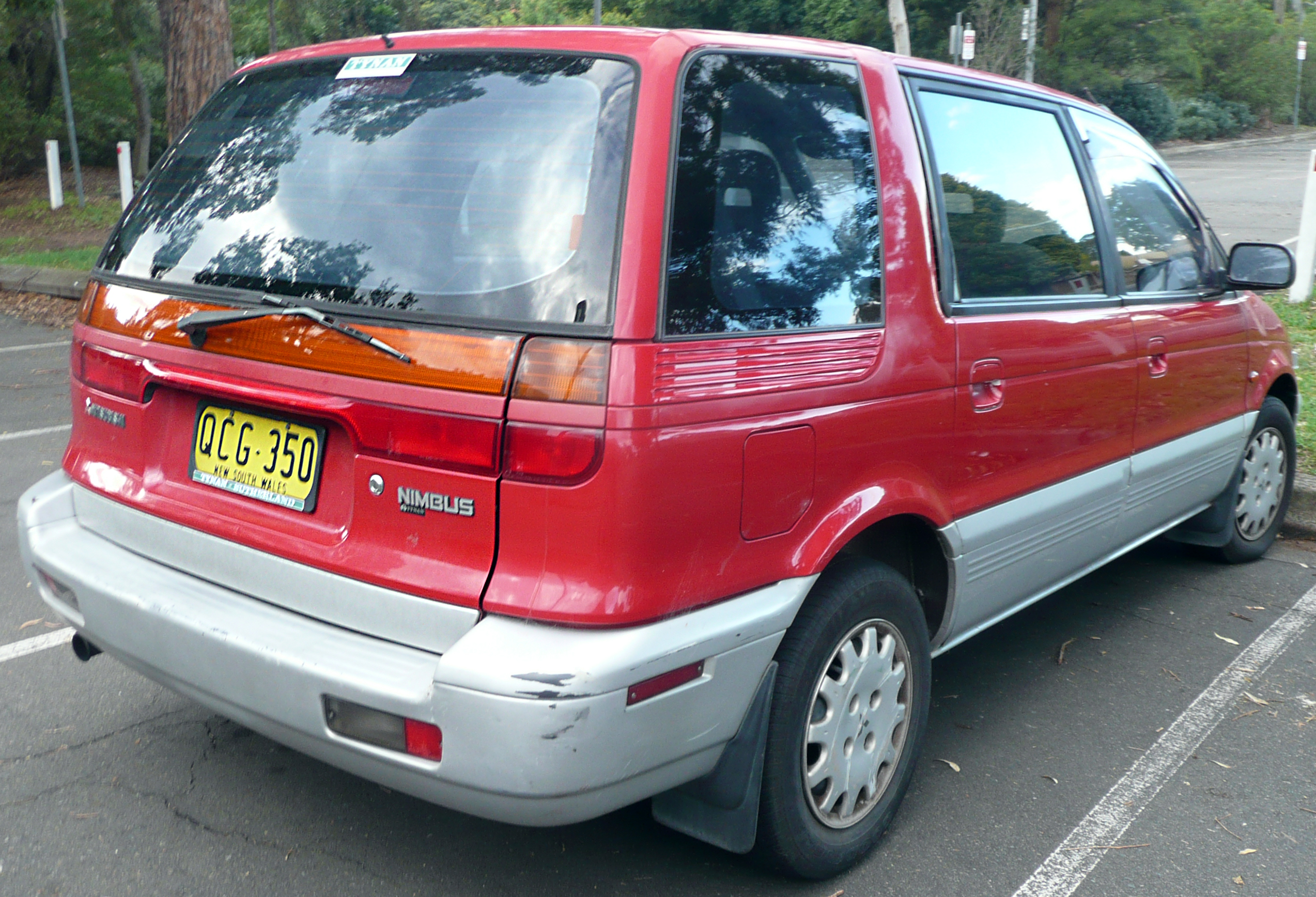
Mitsubishi Nimbus (versione australiana)
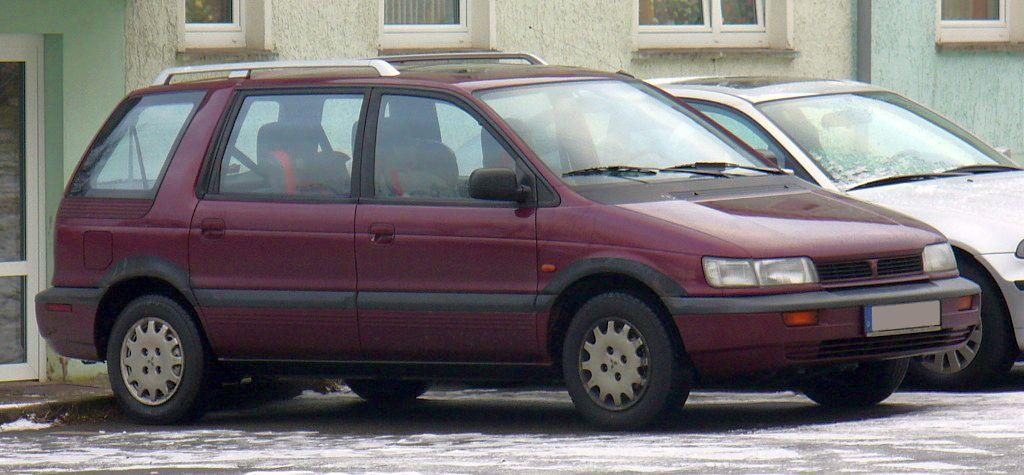
Mitsubishi Space Wagon (versione europea)
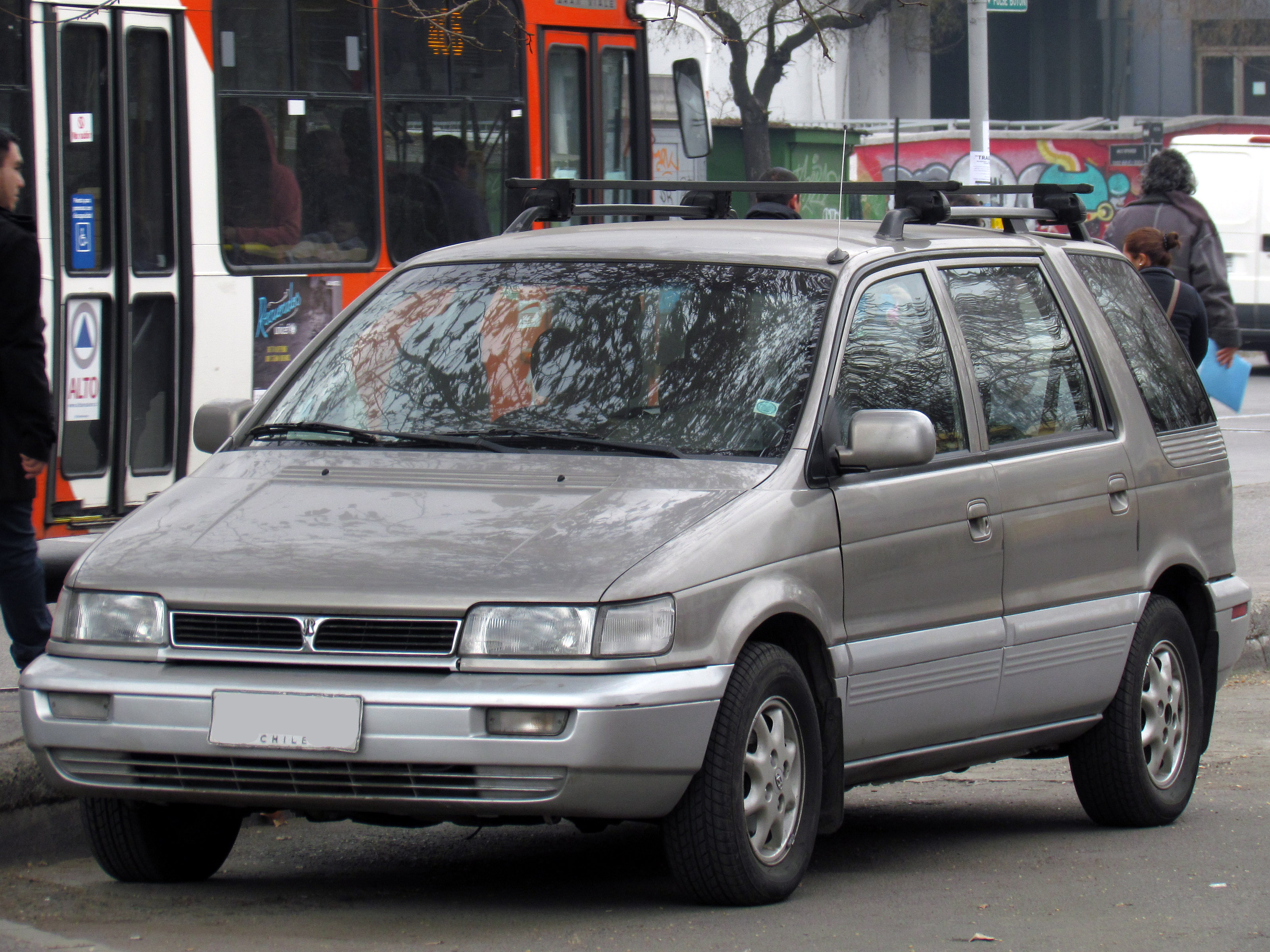
Hyundai Santamo

### Serie UG
La terza generazione della Space Wagon fu presentata il 17 ottobre 1997, con il nome di Chariot Grandis. Il nuovo nome fu scelto per via delle innovazioni introdotte in questo modello, tra cui la struttura monoscocca con la tecnologia RISE e l'introduzione di motori a sei cilindri disposti a "V".
La produzione del veicolo cessò il 14 maggio 2003 (anche se in alcuni mercati continuò fino all'anno successivo) per lasciare il posto alla Mitsubishi Grandis.

#### Galleria d'immagini

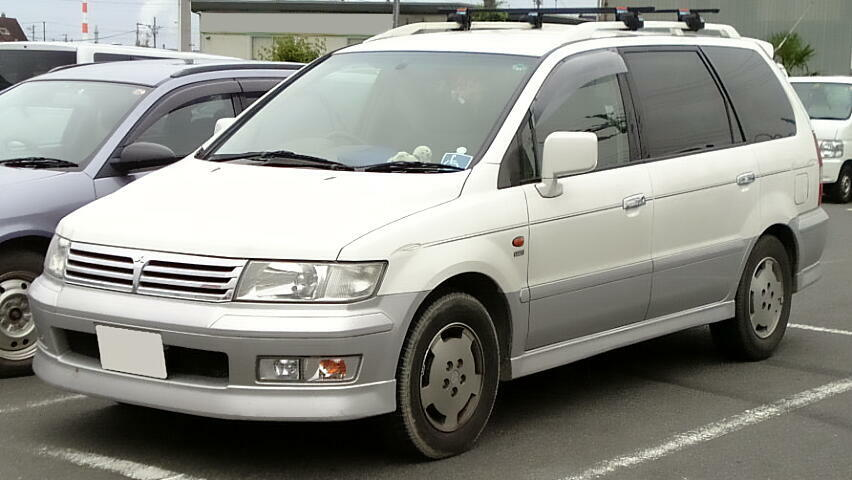
Mitsubishi Chariot Grandis (versione giapponese)
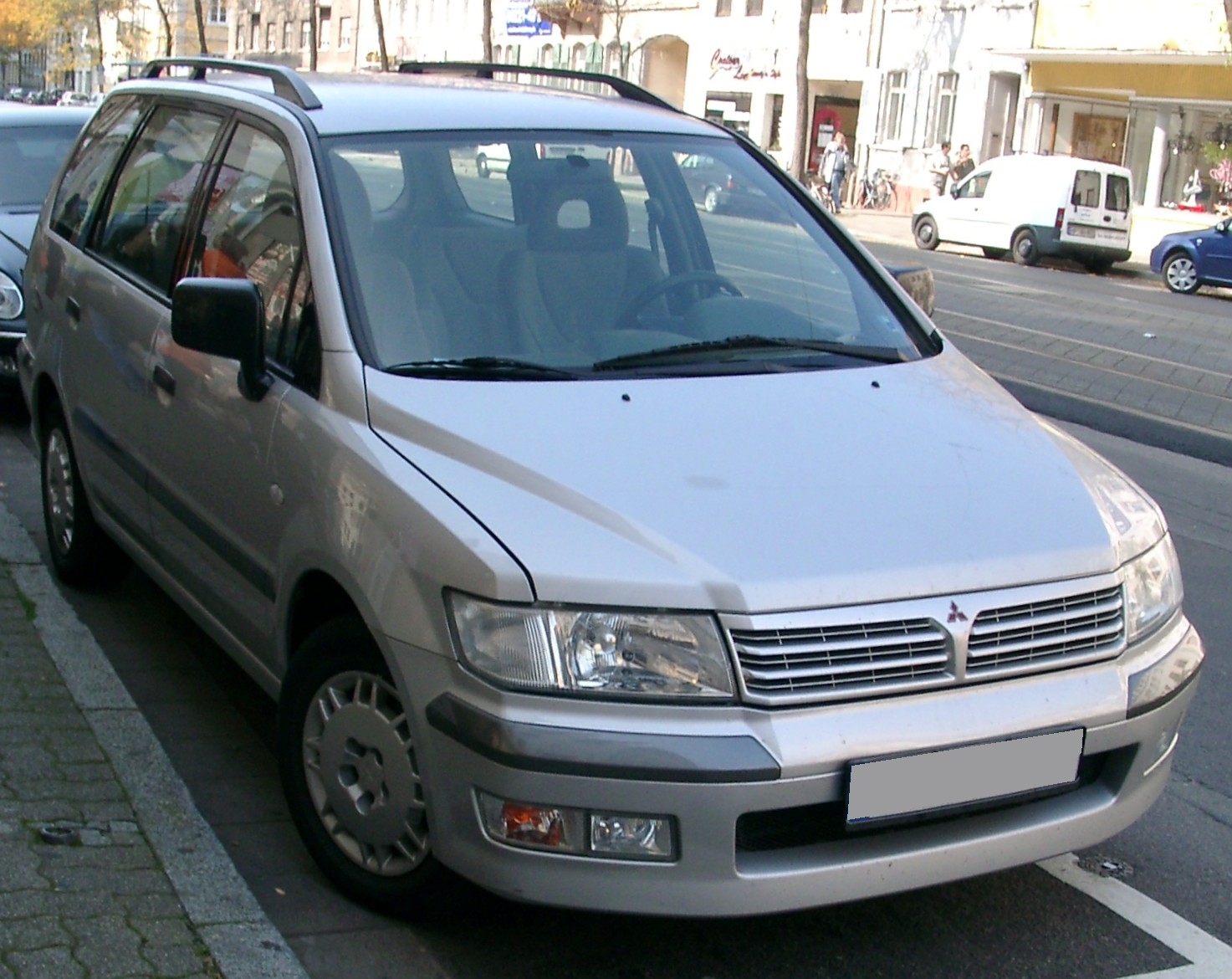
Mitsubishi Space Wagon (versione europea)